# Ортоверо
Ортоверо (итал. Ortovero) — коммуна в Италии, располагается в регионе Лигурия, в провинции Савона.
Население составляет 1451 человек (2008 г.), плотность населения составляет 148 чел./км². Занимает площадь 10 км². Почтовый индекс — 17037. Телефонный код — 0182.
Покровителем коммуны почитается святой Сильвестр, папа Римский. Праздник ежегодно празднуется 31 декабря.

## Демография
Динамика населения:

## Администрация коммуны
- Официальный сайт: